# پل گیلیسح
پل گیلیسح (انگلیسی: Paul Gilchrist؛ زادهٔ ۵ ژانویهٔ ۱۹۵۱) بازیکن فوتبال اهل بریتانیا است.
از باشگاه‌هایی که در آن بازی کرده‌است می‌توان به باشگاه فوتبال چارلتون اتلتیک، باشگاه فوتبال پورتسموث، باشگاه فوتبال دونکستر راورز، باشگاه فوتبال سوئیندون تاون، باشگاه فوتبال یئوویل تاون، باشگاه فوتبال ساوت‌همپتون، و باشگاه فوتبال هرفورد یونایتد اشاره کرد.